# Niklas Lindbäck
Stig Niklas Lindbäck (Börringe, 2 de marzo de 1974) es un jinete sueco que compite en la modalidad de concurso completo.
Ganó tres medallas en el Campeonato Europeo de Concurso Completo entre los años 2013 y 2019. Participó en los Juegos Olímpicos de Londres 2012, ocupando el cuarto lugar en la prueba por equipos.

## Palmarés internacional
| Campeonato Europeo | Campeonato Europeo   | Campeonato Europeo | Campeonato Europeo |
| Año                | Lugar                | Medalla            | Categoría          |
| ------------------ | -------------------- | ------------------ | ------------------ |
| 2013               | Malmö (Suecia)       | Medalla de plata   | Por equipos        |
| 2017               | Strzegom (Polonia)   | Medalla de plata   | Por equipos        |
| 2019               | Luhmühlen (Alemania) | Medalla de bronce  | Por equipos        |